# توبياس باريتو
توبياس باريتو (بالبرتغالية: Tobias Barreto‏) هو فيلسوف وكاتب ومحامي وشاعر برازيلي، ولد في 7 يونيو 1839 في Tobias Barreto, Sergipe ‏ في البرازيل، وتوفي في 26 يونيو 1889 في ريسيفي في البرازيل.